# Шманенков, Николай Александрович
Николай Александрович Шманенков (24 июля 1906, Шмарово, Тульская губерния, Российская империя — 8 августа 1994) — советский и российский биохимик и физиолог.

## Биография
Родился 24 июля 1906 года в деревне Шмарово (по другим данным - 27 июля 1906 года в селе Кольцово Ферзиковского района Калужской губернии).
Вскоре переехал в Москву и в 1925 году поступил в Московский зооветеринарный институт, который окончил в 1930 году. Продолжил учиться там же на аспирантуре. С 1932 по 1936 год ассистент, с 1936 по 1941 год — доцент, с 1941 по 1943 год и.о. зав. кафедрой биохимии.
С 1943 по 1944 год заведовал биохимической лабораторией Государственного контрольного института.
В 1944 году уехал в Улан-Батор, где с 1944 по 1947 год заведовал кафедрами органической и биологической химии Монгольского университета.
В 1947 году вернулся в Москву и заведовал этими же кафедрами в Московском зоотехническом институте коневодства вплоть до 1954 года.
С 1954 по 1960 год заведовал биохимической лабораторией ВНИИ коневодства.
С 1960 по 1987 год директор ВНИИ физиологии, биохимии и питания животных и одновременно с 1979 по 1987 год заведовал лабораторией белка и аминокислот там же.
Умер 8 августа 1994 года, спустя 2 недели со дня 78-летия.

## Научные работы
Основные научные работы посвящены изучению белкового и аминокислотного обмена у сельскохозяйственных животных, разработке методов химического консервирования кормов. Автор свыше 250 научных работ и 14 книг. Ряд научных работ опубликовано за рубежом.
- Ряд научных работ посвящено биохимической диагностике болезней сельскохозяйственных животных.

## Избранные сочинения
- Шманенков Н. А. «Аминокислоты в кормлении животных».— М.: Колос, 1970.— 88 с.

## Членство в обществах
- Академик ВАСХНИЛ (1970-92).
- Член-корреспондент Академии сельскохозяйственных наук ГДР (1974-90).

## Награды, премии и почётные звания
- 1946 — Доктор биологических наук.
- 1946 — Орден Полярной Звезды (Монголия).
- 1957 — Орден Знак Почёта.
- 1966; 1971 — Орден Трудового Красного Знамени (2-кратный кавалер).
- 1969 — Заслуженный деятель науки РСФСР.
- 1969 — Почётный доктор аграрных наук Ростокского университета имени Вильгельма Пика.
- 1976 — Орден Ленина.